# Crambus adippellus
Crambus adippellus là một loài bướm đêm trong họ Crambidae.